# Yesterdays
Yesterdays – ballada rockowa amerykańskiej grupy Guns N’ Roses, wydana na singlu promującym album Use Your Illusion II. Autorami utworu są Axl Rose, West Arkeen, Del James i Billy McCloud. Piosenka ta pojawiła się również na płycie kompilacyjnej Greatest Hits, wydanej w 2004 roku.
Powstał również teledysk do tej piosenki.